# Synagogue de Thököly út
La Synagogue de Thököly út (en hongrois : Thököly úti zsinagóga) est une synagogue située dans le 14e arrondissement de Budapest.